# Uña de Quintana
Uña de Quintana – gmina w Hiszpanii, w prowincji Zamora, w Kastylii i León, o powierzchni 29,78 km². W 2011 roku gmina liczyła 175 mieszkańców.